# Спінакер

Спінакер та його основні елементи управління

Приклад крою спінакера (трирадіальний крій)

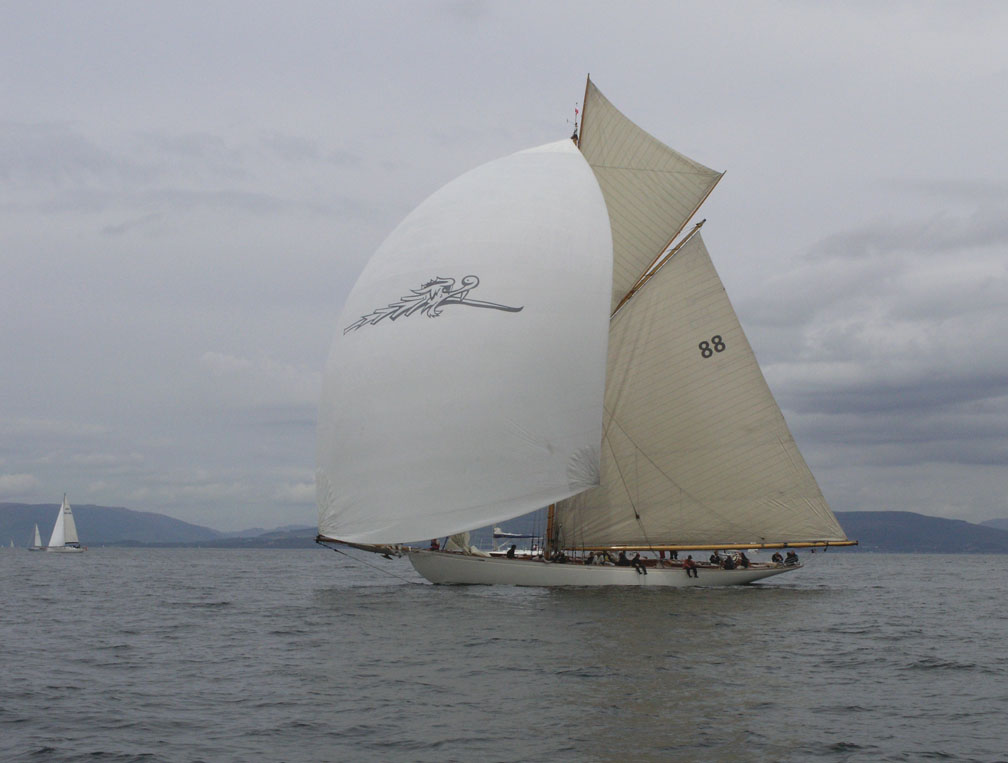
Спінакер яхти Moonbeam III

Спі́накер (англ. spinnaker) — найбільше з вітрил вітрильної яхти, використовується на повних курсах від галфвінд до фордевінд. Виготовляється з легкої тканини, має опуклу форму і за принципом дії подібний до парашута. Спінакер є найбільшим вітрилом на бермудському шлюпі, тому його часто роблять яскравим і пишно вбраним, на ньому розміщують рекламу.

## Етимологія
Походження слова spinnaker, уперше засвідченого 1866 року, остаточно не з'ясоване. Висунуто кілька етимологічних версій:
- Згідно з однією з версій, воно може походити від дієслова to spin (у значенні «стрімко рухатися»)[1]. Винахід вітрила приписують Вільяму Гордону, власнику перегонової яхти «Ніоба» в 1865 р. Спочатку він збирався назвати його на часть яхти, але коли один з членів екіпажу зауважив «Ну ось тепер є вітрило, що її пожене» (Now there's a sail to make her spin), з'явилося сполучення spin maker, яке надалі перетворилося на spinnaker. Самого Гордона яхтсмени того часу часто називали Spinnaker Gordon[2].
- За іншою версією, слово може бути викривленою вимовою слова Sphinx («Сфінкс»), назви яхти, де вперше було застосоване таке вітрило[1]. Спочатку назва була перероблена на Spinx[3], а перетворення її на spinnaker могло статися під впливом spanker («бізань»)[4]. Як вважається, яхта Sphinx уперше підняла свій спінакер у протоці Солент 1865 року, а перший задокументований вжиток слова належить до 1866 р. — у серпневому номері Yachting Calendar and Review (с. 84)[5].
- З іншого боку, є твердження, що шкіпери вітрильних барж на Темзі вживали слово spinnaker для позначення своїх кліверів (чи стакселів). На відміну від інших, темних вітрил, «спінакери» були білого кольору. Також припускається, що це слово може бути пов'язане зі застарілим дієсловом to spoon, яке означало «бігти по вітру» (пор. spindrift, spoondrift — «піна на гребенях хвиль»). Вжиток цього дієслова можна простежити до XVI століття, а зміна його на to spin пояснюється особливостями місцевої шотландської вимови[6] (проте, згідно зі словником Merriam-Webster, spindrift походить від шотландської вимови дієслова to speen — «йти під потужним вітром»)[7].

Втім, є дані, що слово вживалося на флоті ще на початку XIX століття: у бортовому журналі фрегата «Конституція» у записі, датованому 13 липня 1812 року, можна прочитати, що From 12 to 4 AM moderate breezes and thick cloudy weather with rain at 1 AM hauled up the mainsail and set the spinnaker at ½ past 3 AM set the mainsail. JTS («З півночі до 4 ранку помірний вітер і густі хмари з дощем, о 1 ночі піднято грот і поставлено спінакер, о пів на четверту ранку поставлено грот. Джон Т. Шабрік, 5-й помічник»).
У словнику Merriam-Webster походження слова spinnaker визнане «невідомим».

## Опис
Навітряний галсовий кут кріпиться до відтяжки (англ. guy, afterguy, також відомої як «брас»), що проходить через нок спінакер-гіка і далі на кокпіт, підвітряний — безпосередньо до шкота. Спінакер-гік забезпечує винесення спінакера на вітер для отримання найкращої тяги вітрила.
Здебільшого при піднятому спінакері прибирають інші передні вітрила — стаксель та генакер.

## Види спінакера
Симетричний спінакер
Асиметричний спінакер